# Scopula concurrens
Scopula concurrens är en fjärilsart som beskrevs av W. Warren 1897. Scopula concurrens ingår i släktet Scopula och familjen mätare. Inga underarter finns listade.